# Sky (Wielka Brytania i Irlandia)
Sky – telewizyjno-radiowa satelitarna platforma cyfrowa w Wielkiej Brytanii i Irlandii. Wystartowała 1 października 1998. Jest największą platformą cyfrową w Europie liczącą 10,654 mln abonentów. Przychody firmy za rok 2012 wyniosły powyżej 1,657 mln funtów.

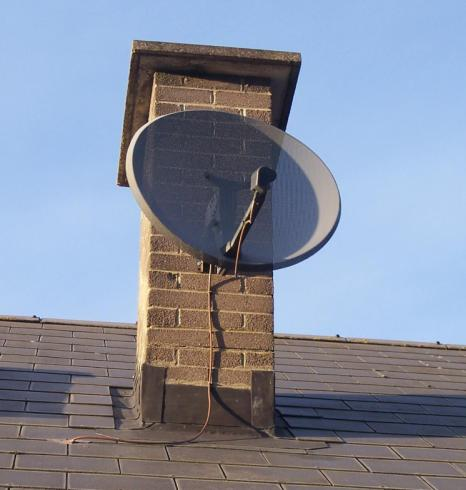
Antena Sky

## Oferta programowa
Sky jest nadawcą wielu własnych kanałów tematycznych. Platforma korzysta głównie z satelity: Astra 2A, 2B i 2D, które nadają sygnał stacji telewizyjnych (w tym wielu w wysokiej rozdzielczości HDTV) i radiowych, oraz dane (dostęp do Internetu) do odbiorców głównie w Europie. Platforma kodowana jest w systemie NDS-Videoguard.

## Marka Sky
Sky to międzynarodowa marka należąca do News Corporation. Swoje krajowe odpowiedniki posiadają również inne państwa europejskie, m.in. Niemcy – Sky Deutschland oraz Włochy Sky Italia.